# Caryophylleae
Caryophylleae es una tribu de plantas perteneciente a la familia Caryophyllaceae. El género tipo es: Caryophyllus Mill. Tiene los siguientes géneros.

## Géneros
- Acanthophyllum C. A. Mey.
- Allochrusa Bunge ex Boiss.
- Ankyropetalum Fenzl
- Banffya Baumg. = Gypsophila L.
- Bolanthus (Ser.) Rchb.
- Bolbosaponaria Bondarenko =~ Gypsophila L.
- Caryophyllus Mill. = Dianthus L.
- Cyathophylla Bocquet & Strid
- Dianthella Clauson ex Pomel = Petrorhagia (Ser.) Link
- Dianthus L.
- Diaphanoptera Rech. f.
- Gypsophila L.
- Heterochroa Bunge = Gypsophila L.
- Kohlrauschia Kunth =~ Petrorhagia (Ser.) Link
- Kuhitangia Ovcz. =~ Acanthophyllum C. A. Mey.
- Ochotonophila Gilli
- Petrorhagia (Ser.) Link
- Phryna (Boiss.) Pax & K. Hoffm. = Phrynella Pax & K. Hoffm.
- Phrynella Pax & K. Hoffm.
- Pleioneura Rech. f.
- Psammophila Fourr. ex Ikonn. = Gypsophila L.
- Psammophiliella Ikonn. = Gypsophila L.
- Pseudosaponaria (F. N. Williams) Ikonn. = Gypsophila L.
- Saponaria L.
- Scleranthopsis Rech. f.
- Tunica Ludw. = Dianthus L.
- Tunica Mert. & W. D. J. Koch = Petrorhagia (Ser.) Link
- Vaccaria Wolf
- Velezia L